# イートンジャケット
イートンジャケット(Eton jacket)

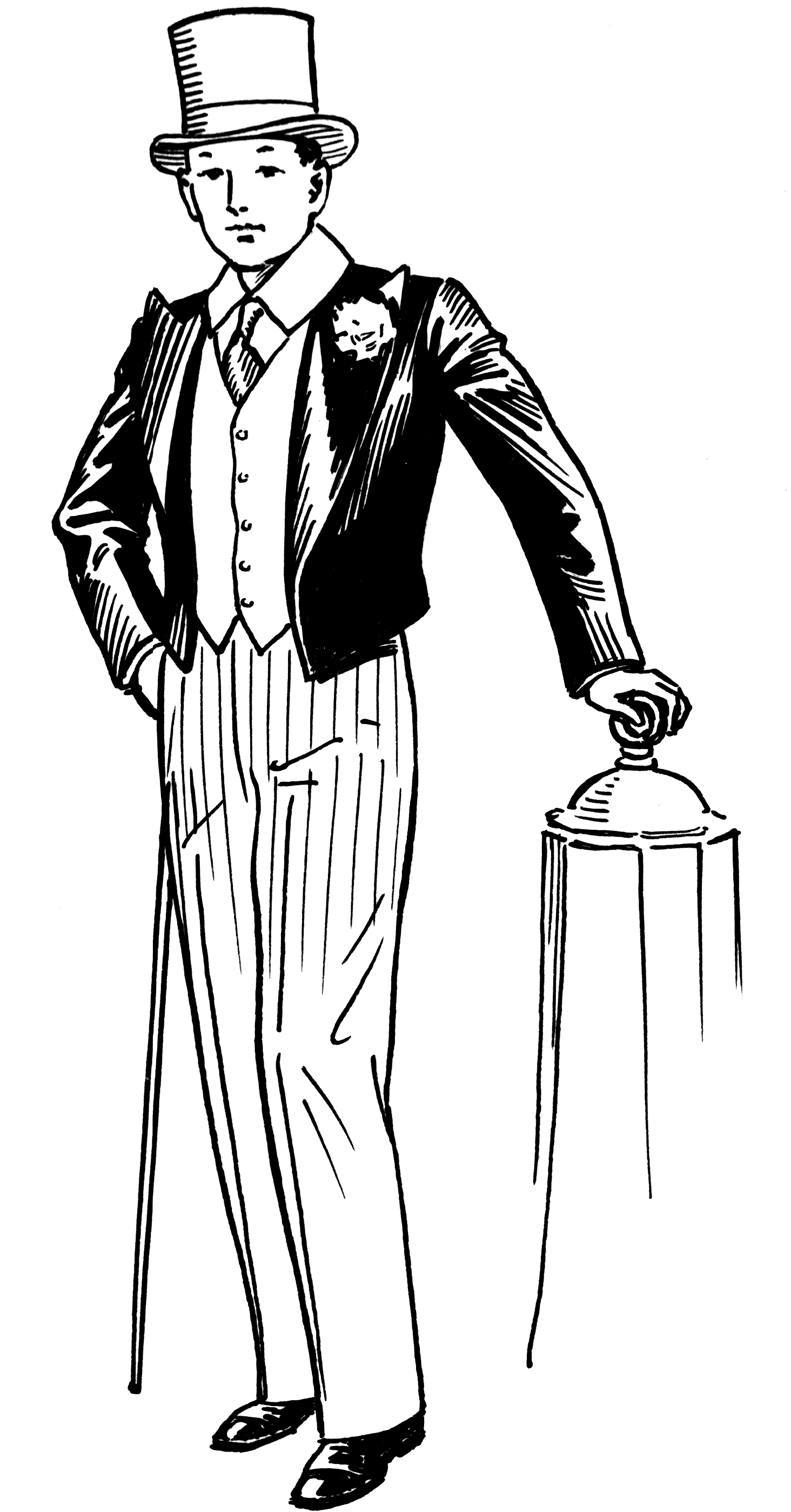
着こなし例

- イギリスの有名な学校「イートン・カレッジ」の制服として用いられる丈の短い上着、またはそれに似せたジャケットのこと。
- 日本の学校制服の一種。カラーレスジャケットの形状で、主に濃紺色で児童・生徒用に用いられる。

## ファッションとしての「イートンジャケット」
ラペル幅は広く、ウエストを絞った、ヒップの最上位ぐらいまで丈の短いジャケットで、前ボタンははめないならわしがある。イートンキャップ（制帽）、イートンカラー（広い衿付き）のシャツ、衿付きベスト、黒いネクタイ等と共に着用されることが多い。

## 日本の学校制服界における「イートンジャケット」
日本の学校制服界では、衿が無い（カラーレス）ジャケットを「イートン服」「イートン型」「イートンタイプ」「イートンジャケット」と呼んでいる。主に男女小学生や女子中高生の通学服に採用されているが、男子中高生の制服に採用されている例もごく少数ながら存在する（聖光学院等）。また同じく少数であるが、女子事務員等企業の制服として用いられているケースもある。
昭和30年代に新しいタイプの通学服を広めるために、英国の名門学校であるイートン校の名を流用し名付けたといわれる。
なお、被服学用語では「カラーレスジャケット」と呼ばれている（ただし、これはイートンジャケットのみを指すのではなく、それも含めた衿のないジャケットの総称である）。